# Helsinghausen

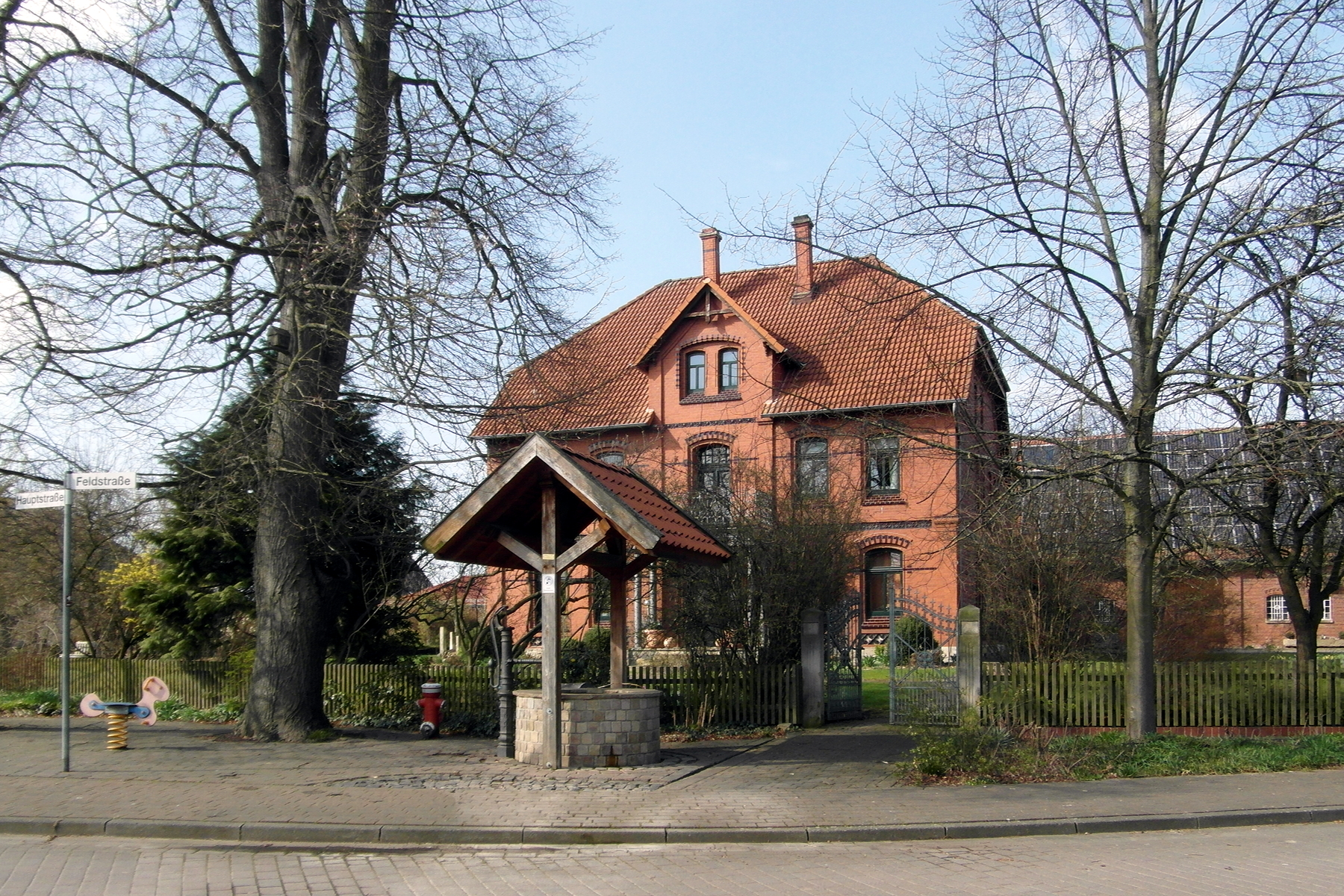
Dorfbrunnen in Helsinghausen

Helsinghausen ist ein Ortsteil der Gemeinde Suthfeld im Landkreis Schaumburg, Niedersachsen.
Der Ort liegt in der Nähe vom Deister und Steinhuder Meer. Westlich des Ortes verläuft die Bundesstraße 442.

## Geschichte
Erstmals schriftlich erwähnt wurde der Ort im Jahre 1230.
Am 1. März 1974 wurde Helsinghausen in die Gemeinde Suthfeld eingegliedert.

### Einwohnerentwicklung
Einwohner 1961: 6. Juni, 1970: 27. Mai, ab 2003: jeweils am 1. Januar des jeweiligen Jahres
| 1961 | 1970 | 2003 | 2004 | 2005 | 2006 | 2007 | 2008 | 2009 | 2010 | 2011 | 2012 | 2013 |
| 368  | 346  | 513  | 499  | 519  | 508  | 517  | 520  | 517  | 510  | 489  | 476  | 460  |

## Persönlichkeiten
- Marga Falkenhagen-Grabowski (*10. März 1943 in Gnewitz), Kunstpädagogin und Bildhauerin ist hier wohnhaft